# Christian Ditlev Michaelsen
Christian Ditlev Michaelsen (født 29. februar 1728, død 10. november 1803 i København) var en dansk officer, far til Gustav Joachim Michaelsen.
Han var søn af den som chef for nørrejyske nationale infanteriregiment 5. februar 1749 afdøde oberst Gustav Joachim Michelsen, hvis fader var en indvandret svensk major; moderen var Cathrine Elisabeth f. Harbou (død 28. marts 1762). Michaelsen var 1749 fændrik i kongen af Sardiniens tjeneste og blev kort efter udnævnt til dansk premierløjtnant, men først 1751 ansat ved et regiment, nemlig ved Arveprins Frederiks. Han blev kaptajn 1760 og 1764 forsat til det nyoprettede langelandske gevorbne regiment og 1767, da dette blev inddraget, til Kongens Regiment. Han omtales som en tjenstivrig og tjenstdygtig officer med et lyst hoved. Han blev major 1773, oberstløjtnant 1788 og oberst 1790. Som chef for Norske Livregiment til Fods (fra 1795) deltog han 1801 i Sjællands forsvar, og samme år blev han generalmajor. Han døde i København 10. november 1803. Gift med Margrethe Elisabeth f. Harding (død 1787).